# A magyar labdarúgó-válogatott 2023. június 20-i mérkőzése
A magyar labdarúgó-válogatott 2023-as év negyedik mérkőzése, mely egyúttal a harmadik 2024-es Európa-bajnoki selejtezője volt Litvánia ellen, 2023. június 20-án. Ez volt a magyar labdarúgó-válogatott 980. hivatalos mérkőzése. A mérkőzés a 2024-es labdarúgó-Európa-bajnokság európai selejtezőjének negyedik fordulója volt, de a magyar válogatottnak csak a harmadik mérkőzése a sorozatban, mivel az első fordulóban szabadnapos volt. A találkozót a magyar válogatott nyerte meg 2–0 arányban, és mivel a szerb válogatott döntetlen eredményt ért el Bulgáriában, így a magyar válogatott átvette a vezetést a selejtezőcsoportban.

## Helyszín
A találkozó Budapesten, a Puskás Arénában került megrendezésre. Az MLSZ (Magyar Labdarúgó-szövetség) közleménye szerint tizenkét órával az árusítás megkezdése után a belépők jelentős része elkelt. Az MLSZ Twitter-csatornáján közölte a mérkőzést megelőző napon, hogy teltház várja a csapatokat a Puskás Arénában, minden belépőjegy gazdára talált.

## Játékvezető
A találkozó játékvezetője a 34 éves portugál António Nobre volt, aki 2011 óta bíráskodik és 2019 óta a FIFA játékvezető-keretének a tagja. Nobre pályafutása során Eb-selejtezőn először vezethetett meccset. Ebben az évben másodszor tevékenykedett a Puskás Arénában, márciusában ő volt a negyedik játékvezetője a Ferencváros–Leverkusen (0–2) El-nyolcaddöntőnek. A Transfermarkt statisztikái alapján eddigi pályafutása minden mérkőzését figyelembe véve átlagosan 5,0 sárga lapot osztott ki meccsenként, eddig 73 büntetőt ítélt és 59 alkalommal osztott ki piros lapot.

## Örökmérleg a mérkőzés előtt
| Sorszám | Időpont     | Helyszín    | Eredmény  | Kiírás               |
| ------- | ----------- | ----------- | --------- | -------------------- |
| 1/723   | 1998.05.27. | Nyíregyháza | 1–0 (0–0) | felkészülési         |
| 2/746   | 2000.10.11. | Kaunas      | 6–1 (2–0) | 2002-es vb-selejtező |
| 3/750   | 2001.03.24. | Budapest    | 1–1 (0–0) | 2002-es vb-selejtező |
| 4/855   | 2010.11.17. | Budapest    | 2–0 (0–0) | felkészülési         |
| 5/895   | 2015.06.05. | Debrecen    | 4–0 (4–0) | felkészülési         |

| M | Gy | D | V | G+ | G– | Gk  | T (%) | Forrás      |
| - | -- | - | - | -- | -- | --- | ----- | ----------- |
| 5 | 4  | 1 | 0 | 14 | 2  | +12 | 90,00 | [ 6 ] [ 7 ] |

Jelölések
- Az eredmények magyar szempontból értendők.
- Tétmérkőzés

## A selejtezőcsoport állása a mérkőzés előtt
| Hely. | Csapat       | M | Gy | D | V | G+ | G– | Gk | P | Továbbjutás                 |            | Szerbia  | Magyarország | Montenegró | Litvánia | Bulgária   |
| ----- | ------------ | - | -- | - | - | -- | -- | -- | - | --------------------------- | ---------- | -------- | ------------ | ---------- | -------- | ---------- |
| 1.    | Szerbia (X)  | 2 | 2  | 0 | 0 | 4  | 0  | +4 | 6 | Kijut az Európa-bajnokságra |            | —        | szept. 7.    | okt. 17.   | 2–0      | nov. 19.   |
| 2.    | Magyarország | 2 | 1  | 1 | 0 | 3  | 0  | +3 | 4 | Kijut az Európa-bajnokságra |            | okt. 14. | —            | nov. 19.   | jún. 20. | 3–0        |
| 3.    | Montenegró   | 3 | 1  | 1 | 1 | 1  | 2  | −1 | 4 |                             |            | 0–2      | 0–0          | —          | nov. 16. | szept. 10. |
| 4.    | Litvánia     | 2 | 0  | 1 | 1 | 1  | 3  | −2 | 1 |                             | szept. 10. | okt. 17. | szept. 7.    | —          | 1–1      |            |
| 5.    | Bulgária     | 3 | 0  | 1 | 2 | 1  | 5  | −4 | 1 |                             | jún. 20.   | nov. 16. | 0–1          | okt. 14.   | —        |            |

## Keretek
megjegyzés: A táblázatokban szereplő adatok a mérkőzés előtti állapotnak megfelelőek.
A magyar válogatottba a 2023. június 17-i Montenegró és a június 20-i Litvánia elleni elleni Európa-bajnoki selejtezőmérkőzésekre a következő játékosok kaptak meghívást. Az előző kerethez képest kimaradt térdsérülése miatt Gulácsi Péter. A harmadik számú kapusposztra ismét meghívót kapott Szappanos Péter, aki tavaly novemberben mutatkozott be a válogatottban. Marco Rossi szövetségi kapitány a védelemben továbbra sem számíthat a sérült Fiola Attilára. A középpályásoknál sérülés miatt nem kapott meghívót Schäfer András és Vécsei Bálint, visszatért a keretbe az egyszeres válogatott Baráth Péter és ott lesz a már 46-szor pályára lépő Kleinheisler László is. A csatársorban annyi a változás a legutóbbi kerethez képest, hogy bokatörés miatt kivált Németh András.
| Magyarország                     | Magyarország               | Magyarország                    | Magyarország               | Magyarország               | Magyarország               | Magyarország                    | Magyarország  |
| P.                               | Név                        | Születési idő és életkor        | Vál.                       | Gól                        | Klub                       | Utolsó válogatottság            | Érték*        |
| -------------------------------- | -------------------------- | ------------------------------- | -------------------------- | -------------------------- | -------------------------- | ------------------------------- | ------------- |
| K                                | Demjén Patrik              | 1998. március 22. (25 évesen)   | 0                          | 0                          | MTK Budapest               | –                               | 550.000 €     |
| K                                | Dibusz Dénes               | 1990. november 16. (32 évesen)  | 27                         | 0                          | Ferencváros                | 2023.03.27-én Montenegró ellen  | 2.800.000 €   |
| K                                | Szappanos Péter            | 1990. november 14. (32 évesen)  | 1                          | 0                          | Budapest Honvéd            | 2022.11.20-án Görögország ellen | 500.000 €     |
| V                                | Balogh Botond              | 2002. június 6. (21 évesen)     | 1                          | 0                          | Parma                      | 2021.11.12-én San Marino ellen  | 750.000 €     |
| V                                | Botka Endre                | 1994. augusztus 25. (28 évesen) | 22                         | 1                          | Ferencváros                | 2023.03.27-én Montenegró ellen  | 1.000.000 €   |
| V                                | Lang Ádám                  | 1993. január 17. (30 évesen)    | 58                         | 1                          | Omónia                     | 2023.03.27-én Montenegró ellen  | 700.000 €     |
| V                                | Orbán Willi                | 1992. november 3. (30 évesen)   | 40                         | 5                          | RB Leipzig                 | 2023.03.27-én Montenegró ellen  | 10.000.000 €  |
| V                                | Szalai Attila              | 1998. január 20. (25 évesen)    | 34                         | 1                          | Fenerbahçe                 | 2023.03.27-én Montenegró ellen  | 14.000.000 €  |
| V                                | Szalai Gábor               | 2000. június 9. (23 évesen)     | 0                          | 0                          | Kecskemét                  | –                               | 500.000 €     |
| KP                               | Baráth Péter               | 2002. február 21. (21 évesen)   | 1                          | 0                          | Ferencváros                | 2022.11.17-én Luxemburg ellen   | 1.000.000 €   |
| KP                               | Bolla Bendegúz             | 1999. november 22. (23 évesen)  | 11                         | 0                          | Grasshoppers               | 2023.03.27-én Montenegró ellen  | 2.700.000 €   |
| KP                               | Ferenczi János             | 1991. április 3. (32 évesen)    | 1                          | 0                          | Debrecen                   | 2019.09.05-én Montenegró ellen  | 400.000 €     |
| KP                               | Kerkez Milos               | 2003. november 7. (19 évesen)   | 7                          | 0                          | AZ                         | 2023.03.27-én Montenegró ellen  | 10.000.000 €  |
| KP                               | Kleinheisler László        | 1994. április 8. (29 évesen)    | 46                         | 3                          | Panathinaikósz             | 2023.03.27-én Bulgária ellen    | 1.800.000 €   |
| KP                               | Nagy Ádám                  | 1995. június 17. (28 évesen)    | 70                         | 1                          | Pisa                       | 2023.03.27-én Montenegró ellen  | 1.700.000 €   |
| KP                               | Nego Loïc                  | 1991. január 15. (32 évesen)    | 27                         | 2                          | Fehérvár                   | 2023.03.27-én Bulgária ellen    | 1.000.000 €   |
| KP                               | Callum Styles              | 2000. március 28. (23 évesen)   | 11                         | 0                          | Millwall                   | 2023.03.27-én Montenegró ellen  | 3.500.000 €   |
| CS                               | Ádám Martin                | 1994. november 6. (28 évesen)   | 13                         | 2                          | Ulszan Hyundai             | 2023.03.27-én Montenegró ellen  | 1.000.000 €   |
| CS                               | Csoboth Kevin              | 2000. június 20. (23 évesen)    | 3                          | 0                          | Újpest                     | 2023.03.27-én Montenegró ellen  | 850.000 €     |
| CS                               | Gazdag Dániel              | 1996. március 2. (27 évesen)    | 19                         | 4                          | Philadelphia Union         | 2022.11.23-án Észtország ellen  | 6.000.000 €   |
| CS                               | Kalmár Zsolt               | 1995. június 9. (28 évesen)     | 32                         | 3                          | DAC                        | 2023.03.27-én Montenegró ellen  | 1.000.000 €   |
| CS                               | Sallai Roland              | 1997. május 22. (26 évesen)     | 41                         | 9                          | Freiburg                   | 2023.03.27-én Montenegró ellen  | 10.000.000 €  |
| CS                               | Szoboszlai Dominik         | 2000. október 25. (22 évesen)   | 31                         | 7                          | RB Leipzig                 | 2023.03.27-én Montenegró ellen  | 40.000.000 €  |
| CS                               | Varga Barnabás             | 1994. október 25. (28 évesen)   | 2                          | 0                          | Ferencváros                | 2023.03.27-én Montenegró ellen  | 900.000 €     |
| Játékosok értéke összesen:       | Játékosok értéke összesen: | Játékosok értéke összesen:      | Játékosok értéke összesen: | Játékosok értéke összesen: | Játékosok értéke összesen: | Játékosok értéke összesen:      | 112.650.000 € |
| Szövetségi kapitány: Marco Rossi |                            |                                 |                            |                            |                            |                                 |               |

A litván válogatottba a június 17-i Bulgária és a június 20-i Magyarország elleni mérkőzésekre a következő játékosok kaptak meghívást: Július 18-án kikerült a csapatból a Bulgária ellen kiállított Justas Lasickas és a megsérült Fedor Černych. A helyükre Armandas Kučyst és Matijus Remeikist hívták be a keretbe.
| Litvánia                                | Litvánia                   | Litvánia                         | Litvánia                   | Litvánia                   | Litvánia                   | Litvánia                        | Litvánia    |
| P.                                      | Név                        | Születési idő és életkor         | Vál.                       | Gól                        | Klub                       | Utolsó válogatottság            | Érték*      |
| --------------------------------------- | -------------------------- | -------------------------------- | -------------------------- | -------------------------- | -------------------------- | ------------------------------- | ----------- |
| K                                       | Edvinas Gertmonas          | 1996. június 1. (27 évesen)      | 5                          | 0                          | Žalgiris                   | 2023.06.17-én Bulgária ellen    | 475.000 €   |
| K                                       | Lukas Paukštė              | 1998. szeptember 25. (24 évesen) | 0                          | 0                          | Šiauliai                   | –                               | 300.000 €   |
| K                                       | Emilijus Zubas             | 1990. július 10. (32 évesen)     | 14                         | 0                          | Hapóél Tel-Aviv            | 2023.03.27-én Görögország ellen | 250.000 €   |
| V                                       | Linas Klimavičius          | 1989. április 10. (34 évesen)    | 37                         | 0                          | Panevėžys                  | 2022.11.19-én Észtország ellen  | 250.000 €   |
| V                                       | Edvinas Girdvainis         | 1993. január 17. (30 évesen)     | 43                         | 1                          | Kauno Žalgiris             | 2023.06.17-én Bulgária ellen    | 325.000 €   |
| V                                       | Kipras Kažukolovas         | 2000. november 20. (22 évesen)   | 2                          | 0                          | Žalgirisnia                | 2023.03.27-én Görögország ellen | 150.000 €   |
| V                                       | Artemijus Tutyškinas       | 2003. augusztus 8. (19 évesen)   | 5                          | 0                          | Łódź                       | 2023.06.17-én Bulgária ellen    | 250.000 €   |
| V                                       | Pijus Širvys               | 1998. április 1. (25 évesen)     | 5                          | 0                          | Panevėžys                  | 2023.06.17-én Bulgária ellen    | 325.000 €   |
| V                                       | Rokas Lekiatas             | 1998. november 7. (24 évesen)    | 1                          | 0                          | Šiauliai                   | 2023.06.17-én Bulgária ellen    | 225.000 €   |
| V                                       | Justas Lasickas            | 1997. október 6. (25 évesen)     | 41                         | 2                          | Olimpija Ljubljana         | 2023.06.17-én Bulgária ellen    | 400.000 €   |
| V                                       | Markas Beneta              | 1993. július 28. (29 évesen)     | 16                         | 0                          | Panevėžys                  | 2023.06.17-én Bulgária ellen    | 300.000 €   |
| V                                       | Matijus Remeikis           | 2003. március 28. (20 évesen)    | 0                          | 0                          | Panevėžys                  | –                               | 125.000 €   |
| KP                                      | Modestas Vorobjovas        | 1995. december 30. (27 évesen)   | 27                         | 1                          | klub nélkül                | 2023.06.17-én Bulgária ellen    | 450.000 €   |
| KP                                      | Gvidas Gineitis            | 2004. április 15. (19 évesen)    | 5                          | 0                          | Torino                     | 2023.06.17-én Bulgária ellen    | 900.000 €   |
| KP                                      | Ovidijus Verbickas         | 1993. július 4. (29 évesen)      | 31                         | 1                          | Žalgiris                   | 2023.06.17-én Bulgária ellen    | 450.000 €   |
| KP                                      | Gratas Sirgėdas            | 1994. december 17. (28 évesen)   | 20                         | 3                          | Kauno Žalgiris             | 2023.06.17-én Bulgária ellen    | 375.000 €   |
| KP                                      | Eligijus Jankauskas        | 1998. június 22. (24 évesen)     | 4                          | 0                          | Šiauliai                   | 2023.06.17-én Bulgária ellen    | 350.000 €   |
| KP                                      | Daniel Romanovskij         | 1996. június 19. (27 évesen)     | 8                          | 0                          | Šiauliai                   | 2023.03.27-én Görögország ellen | 350.000 €   |
| KP                                      | Karolis Uzėla              | 2000. március 11. (23 évesen)    | 3                          | 0                          | RFS                        | 2022.06.14-én Törökország ellen | 175.000 €   |
| KP                                      | Faustas Steponavicius      | 2004. június 8. (19 évesen)      | 0                          | 0                          | Tukums 2000                | –                               | 125.000 €   |
| KP                                      | Deividas Šešplaukis        | 1998. február 2. (25 évesen)     | 1                          | 0                          | Šiauliai                   | 2023.06.17-én Bulgária ellen    | 325.000 €   |
| KP                                      | Klaudijus Upstas           | 1994. október 30. (28 évesen)    | 4                          | 0                          | Hegelmann                  | 2023.06.17-én Bulgária ellen    | 300.000 €   |
| CS                                      | Gytis Paulauskas           | 1999. szeptember 27. (23 évesen) | 4                          | 0                          | Egnatia                    | 2023.06.17-én Bulgária ellen    | 275.000 €   |
| CS                                      | Fedor Černych              | 1991. május 21. (32 évesen)      | 83                         | 12                         | AEL                        | 2023.06.17-én Bulgária ellen    | 300.000 €   |
| CS                                      | Armandas Kučys             | 2003. február 27. (20 évesen)    | 0                          | 0                          | IFK Berga                  | –                               | 0 €         |
| Játékosok értéke összesen:              | Játékosok értéke összesen: | Játékosok értéke összesen:       | Játékosok értéke összesen: | Játékosok értéke összesen: | Játékosok értéke összesen: | Játékosok értéke összesen:      | 7.625.000 € |
| Szövetségi kapitány: Edgaras Jankauskas |                            |                                  |                            |                            |                            |                                 |             |

 * A Transfermarkt 2023. június 12-i adatai alapján.

## A mérkőzés
| 2023. június 20. 20:45 |

| Magyarország                                        | 2–0               | Litvánia                                |
| --------------------------------------------------- | ----------------- | --------------------------------------- |
| Varga B. 32' Sallai R. 83' Orbán 54' Szoboszlai 88' | (1–0) Jegyzőkönyv | 39' Uzėla 50' Tutyškinas 57' Jankauskas |

| Puskás Aréna, Budapest Nézőszám: 58 269 Játékvezető: António Nobre (portugál) |

### Az összeállítások
| Magyarország | Litvánia |

| K                        | 1  | Dibusz Dénes        |     |     |
| V                        | 21 | Botka Endre         |     |     |
| V                        | 6  | Willi Orbán         | 54' |     |
| V                        | 4  | Szalai Attila       |     |     |
| KP                       | 20 | Sallai Roland       |     | 88' |
| KP                       | 8  | Nagy Ádám           |     |     |
| KP                       | 17 | Callum Styles       |     | 60' |
| KP                       | 11 | Kerkez Milos        |     | 79' |
| CS                       | 16 | Gazdag Dániel       |     | 79' |
| CS                       | 18 | Varga Barnabás      |     | 60' |
| CS                       | 10 | Szoboszlai Dominik  | 89' |     |
| Cserék:                  |    |                     |     |     |
| V                        | 2  | Lang Ádám           | 79' |     |
| KP                       | 3  | Ferenczi János      | 79' |     |
| CS                       | 9  | Ádám Martin         | 60' |     |
| KP                       | 15 | Kleinheisler László | 60' |     |
| KP                       | 19 | Baráth Péter        | 88' |     |
| Fel nem használt cserék: |    |                     |     |     |
| K                        | 12 | Demjén Patrik       |     |     |
| K                        | 22 | Szappanos Péter     |     |     |
| V                        | 5  | Szalai Gábor        |     |     |
| KP                       | 7  | Nego Loïc           |     |     |
| CS                       | 13 | Kalmár Zsolt        |     |     |
| KP                       | 14 | Bolla Bendegúz      |     |     |
| CS                       | 23 | Csoboth Kevin       |     |     |
| Szövetségi kapitány:     |    |                     |     |     |
| Marco Rossi 89'          |    |                     |     |     |

| K                        | 12 | Edvinas Gertmonas     |           |           |
| V                        | 6  | Artemijus Tutyškinas  | 50'       | 63'       |
| V                        | 2  | Linas Klimavičius     |           |           |
| V                        | 5  | Kipras Kažukolovas    |           |           |
| V                        | 20 | Rokas Lekiatas        |           |           |
| KP                       | 15 | Gvidas Gineitis       |           |           |
| KP                       | 8  | Karolis Uzėla         | 39'       | szünetben |
| KP                       | 11 | Deividas Šešplaukis   |           | 78'       |
| KP                       | 7  | Gratas Sirgėdas       |           | szünetben |
| KP                       | 23 | Eligijus Jankauskas   | 57'       | 86'       |
| CS                       | 19 | Gytis Paulauskas      |           |           |
| Cserék:                  |    |                       |           |           |
| V                        | 3  | Markas Beneta         | 63'       |           |
| CS                       | 10 | Armandas Kučys        | 78'       |           |
| V                        | 17 | Pijus Širvys          | szünetben |           |
| KP                       | 21 | Daniel Romanovskij    | 86'       |           |
| KP                       | 22 | Modestas Vorobjovas   | szünetben |           |
| Fel nem használt cserék: |    |                       |           |           |
| K                        | 1  | Emilijus Zubas        |           |           |
| K                        | 16 | Lukas Paukštė         |           |           |
| V                        | 4  | Edvinas Girdvainis    |           |           |
| KP                       | 9  | Klaudijus Upstas      |           |           |
| V                        | 13 | Matijus Remeikis      |           |           |
| KP                       | 14 | Faustas Steponavicius |           |           |
| CS                       | 18 | Ovidijus Verbickas    |           |           |
| Szövetségi kapitány:     |    |                       |           |           |
| Edgaras Jankauskas       |    |                       |           |           |

| Negyedik játékvezető: André Narciso (portugál) VAR videóbíró: Tiago Martins (portugál) Asszisztensek: Pedro Ribeiro (portugál) (partvonal) Tiago Costa (portugál) (partvonal) |

A mérkőzés statisztikái
| Magyarország |                      | Litvánia |
| ------------ | -------------------- | -------- |
| 69%          | Labdabirtoklás       | 31%      |
| 2            | Gól                  | 0        |
| 3            | Sárga lap            | 3        |
| 0            | Piros lap            | 0        |
| 6            | Szöglet              | 4        |
| 1            | Les                  | 2        |
| 49 (75%)     | Támadások száma      | 16 (25%) |
| 26           | Lövés                | 9        |
| 10           | Kaput eltalált lövés | 2        |
| 4            | Blokkolt lövés       | 5        |
| 2            | Kapus védés          | 8        |
| 671          | Passz                | 192      |
| 584          | Sikeres passz        | 267      |
| 87%          | Passz hatékonyság    | 72%      |
| 9            | Szabálytalanságok    | 8        |

## A selejtezőcsoport állása a mérkőzés után
További eredmény a csoportban
| 2023. június 20. | Bulgária | 1–1 | Szerbia |

| Hely. | Csapat       | M | Gy | D | V | G+ | G– | Gk | P | Továbbjutás                 |          | Magyarország | Szerbia   | Montenegró | Bulgária   | Litvánia |
| ----- | ------------ | - | -- | - | - | -- | -- | -- | - | --------------------------- | -------- | ------------ | --------- | ---------- | ---------- | -------- |
| 1.    | Magyarország | 3 | 2  | 1 | 0 | 5  | 0  | +5 | 7 | Kijut az Európa-bajnokságra |          | —            | okt. 14.  | nov. 19.   | 3–0        | 2–0      |
| 2.    | Szerbia (X)  | 3 | 2  | 1 | 0 | 5  | 1  | +4 | 7 | Kijut az Európa-bajnokságra |          | szept. 7.    | —         | okt. 17.   | nov. 19.   | 2–0      |
| 3.    | Montenegró   | 3 | 1  | 1 | 1 | 1  | 2  | −1 | 4 |                             |          | 0–0          | 0–2       | —          | szept. 10. | nov. 16. |
| 4.    | Bulgária     | 4 | 0  | 2 | 2 | 2  | 6  | −4 | 2 |                             | nov. 16. | 1–1          | 0–1       | —          | okt. 14.   |          |
| 5.    | Litvánia     | 3 | 0  | 1 | 2 | 1  | 5  | −4 | 1 |                             | okt. 17. | szept. 10.   | szept. 7. | 1–1        | —          |          |

## Örökmérleg a mérkőzés után
| Sorszám | Időpont     | Helyszín    | Eredmény  | Kiírás               |
| ------- | ----------- | ----------- | --------- | -------------------- |
| 1/723   | 1998.05.27. | Nyíregyháza | 1–0 (0–0) | felkészülési         |
| 2/746   | 2000.10.11. | Kaunas      | 6–1 (2–0) | 2002-es vb-selejtező |
| 3/750   | 2001.03.24. | Budapest    | 1–1 (0–0) | 2002-es vb-selejtező |
| 4/855   | 2010.11.17. | Budapest    | 2–0 (0–0) | felkészülési         |
| 5/895   | 2015.06.05. | Debrecen    | 4–0 (4–0) | felkészülési         |
| 6/980   | 2023.06.20. | Budapest    | 2–0 (1–0) | 2024-es Eb-selejtező |

| M | Gy | D | V | G+ | G– | Gk  | T (%) | Forrás      |
| - | -- | - | - | -- | -- | --- | ----- | ----------- |
| 6 | 5  | 1 | 0 | 16 | 2  | +14 | 91,67 | [ 6 ] [ 7 ] |

Jelölések
- Az eredmények magyar szempontból értendők.
- Tétmérkőzés